# Anners Annersa på Hultet

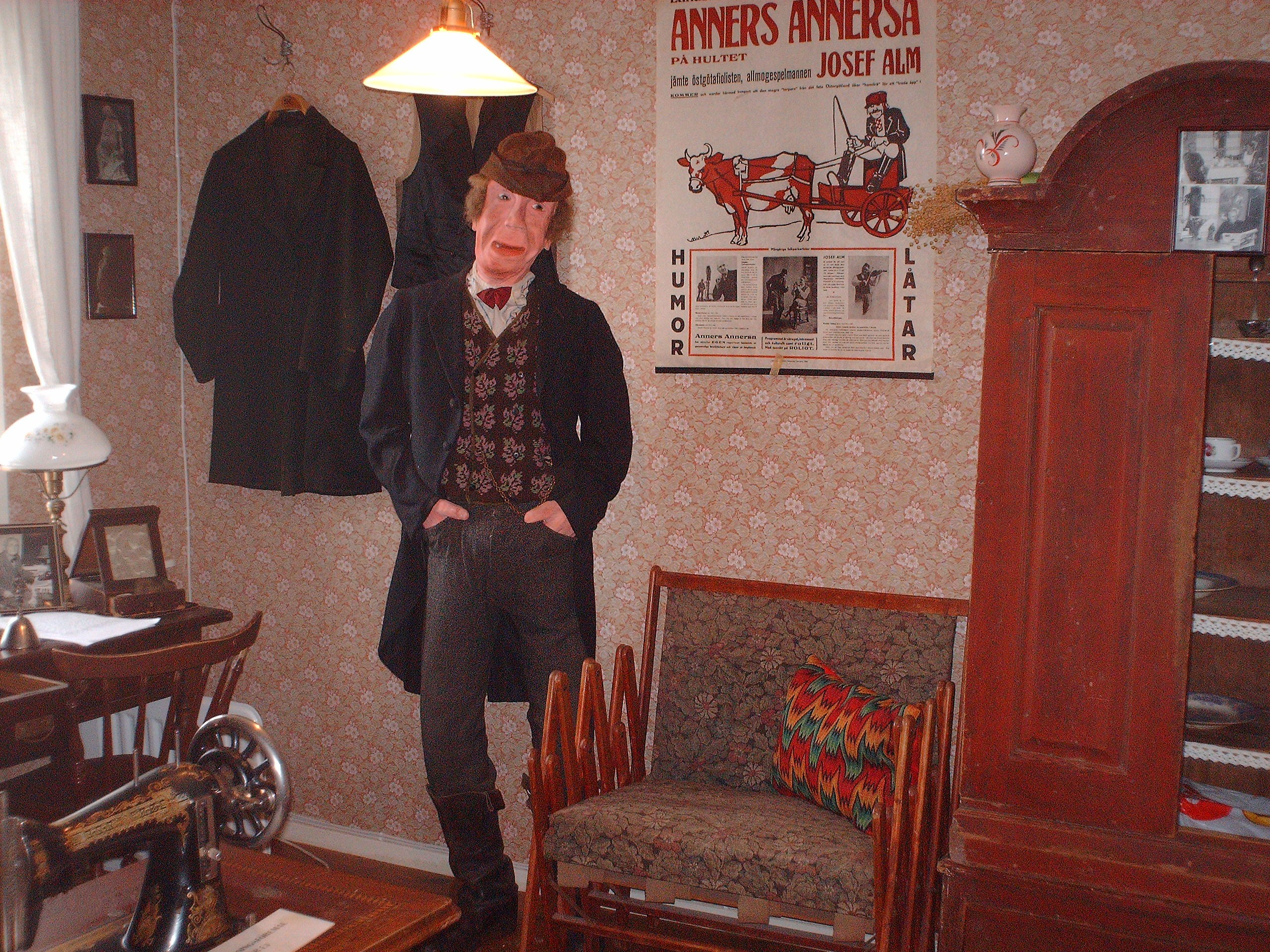
Anners Annersas scendräkt och föremål i museet i Landeryds hembygdspark.

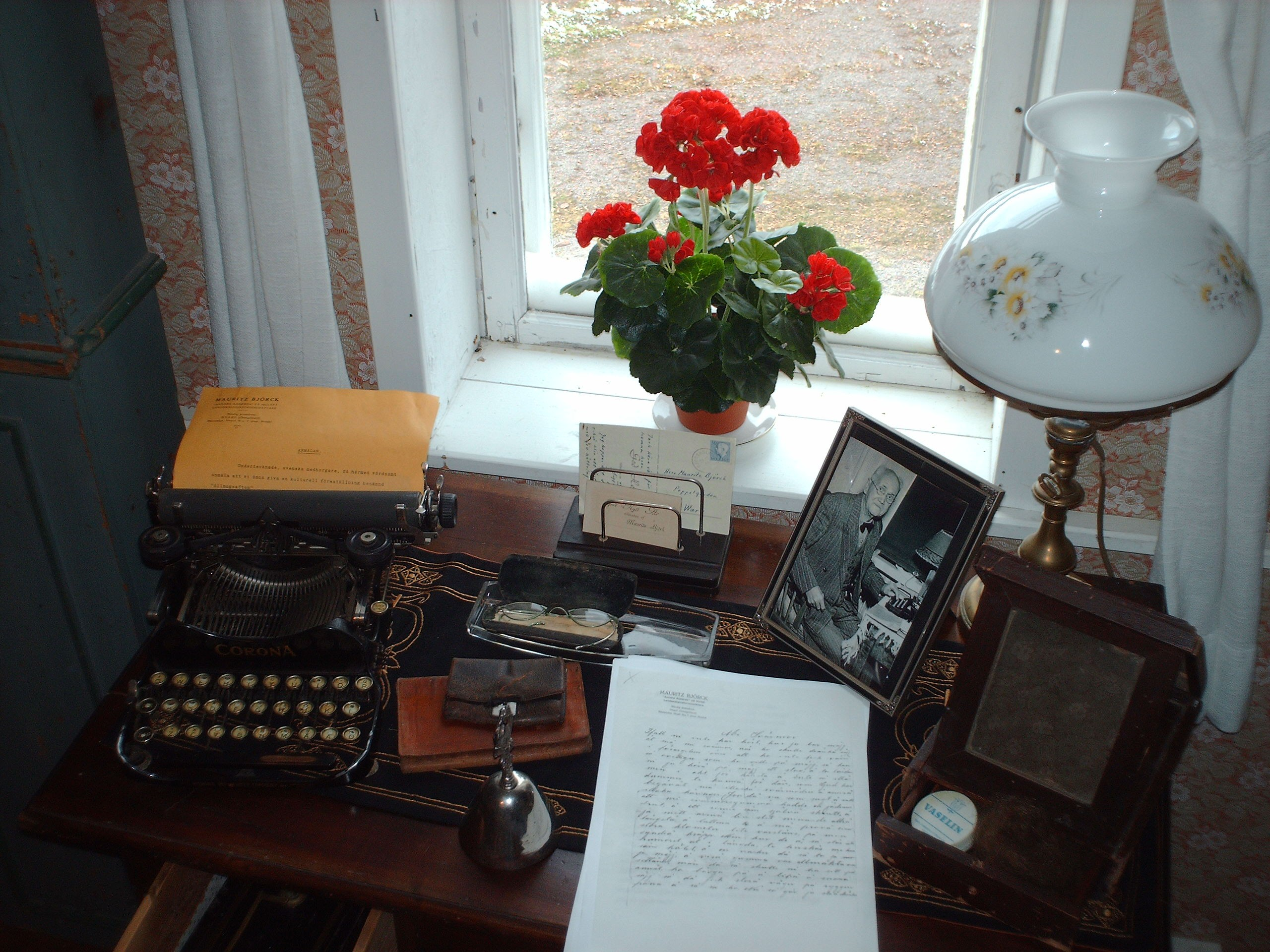
Anners Annersas skrivbord och föremål.

Anners Annersa på Hultet är artistnamnet för Mauritz Björck, född den 19 september 1882 i Vallerstad socken, Östergötland, död 26 oktober 1961 i Varv socken. Han underhöll med visor och historier på östgötska i 50 år genom uppträdanden, turnéer och medverkan i radioprogram som bygdemålstalare.

## Biografi

### Karriär
Sommaren 1906 anordnades en konst- och industriutställning i Norrköping där Björck blev ombedd att spela gammal torpare vid ett torp som hade flyttats till platsen och kallades för Hultet. Han tog sig artistnamnet Anners Annersa efter sin morfars far Anders Andersson. Hans artistbana som Anners Annersa tog fart direkt. Han blev omåttligt populär då han framförde visor och historier på östgötska och han var noga med att inte bli kallad bondkomiker utan bygdemålstalare. 
Han reste runt i folkparker och blev för sin tid en av Sveriges bäst betalda artister. Han spelade in grammofonskivor och medverkade i långfilmen Höstfröjd i Friedens park eller hur Anners Annersa gjorde urkolingens bekantskap 1909. 
Med åren blev turnerandet som bygdemålsberättare allt mer utbrett och år 1915 inledde Björck ett samarbete med riksspelemannen och violinisten Josef Alm från Norrköping. På 1920-talet uppträdde Björck och Alm tillsammans med artisten Jan i Grebo. 
Mellan åren 1929 och 1936 gjorde Björck för hälsans skull ett uppehåll i sina turnéer runt om i landet, men han fortsatte att göra uppträdanden. På senare år nådde Björck den stora publiken via medverkan i radiosändningar, där han berättade sina historier ur allmogens liv. Därmed finns en del av hans sånger och berättelser bevarade.
Midsommaraftonen 1946 i Folkets hus teater i Mjölby uppträdde Anners Annersa och Josef Alm tillsammans för sista gången. Det var på samma scen de började sitt samarbete 30 år tidigare. Josef Alm dog samma år.
År 1953 gjorde Björck sitt sista uppträdande i Gästisparken i Motala, en tack- och avskedsföreställning inför 5 000 personer.   
Sedan början av 2000-talet finns ett museum över Anners Annersa på Hultet med rekvisita och personliga ägodelar i Landeryds hembygdspark i Östergötland. 2025 skänkte Landerys hembygdsförening Björcks scenkläder samt föremål och arkivmaterial kopplade till hans karriär till Östergötlands museum. 

### Privatliv
Mauritz Björck växte upp hos sina morföräldrar i stugan Altorp i Styra socken mellan Motala och Skänninge fram till 13 års ålder. Stugan låg på gränsen till Varv socken. 
År 1895 flyttade han till sin mor som bodde i Norrköping. Hon skaffade arbete åt honom på Gryts bomullsspinneri. Tillsammans med andra ungdomar hyrde han godtemplarlokalen i Katrineholm den 6 september 1903 och Björck kallade detta för sitt debutuppträdande där han stod på scenen och drog östgötahistorier. 
1907 flyttade han tillbaka till stugan Altorp vid Varv. 
År 1959 flyttade han till ålderdomshemmet Poppelgården i Varv där han dog 26 oktober 1961, 79 år gammal. Björck ligger begravd på Varvs kyrkogård.